# 607

## Esdeveniments
- Es consagra el Panteó de Roma com una església
- 19 de febrer - Roma (Regne dels Ostrogots)ː Bonifaci III, nou Papa.[1]

## Necrològiques
- 12 de novembre - Roma (Imperi Romà d'Orient)ː Bonifaci III, papa. Havia estat entronat el febrer del mateix any (n. c. 540).[1]